# Eric Werner (Koch)

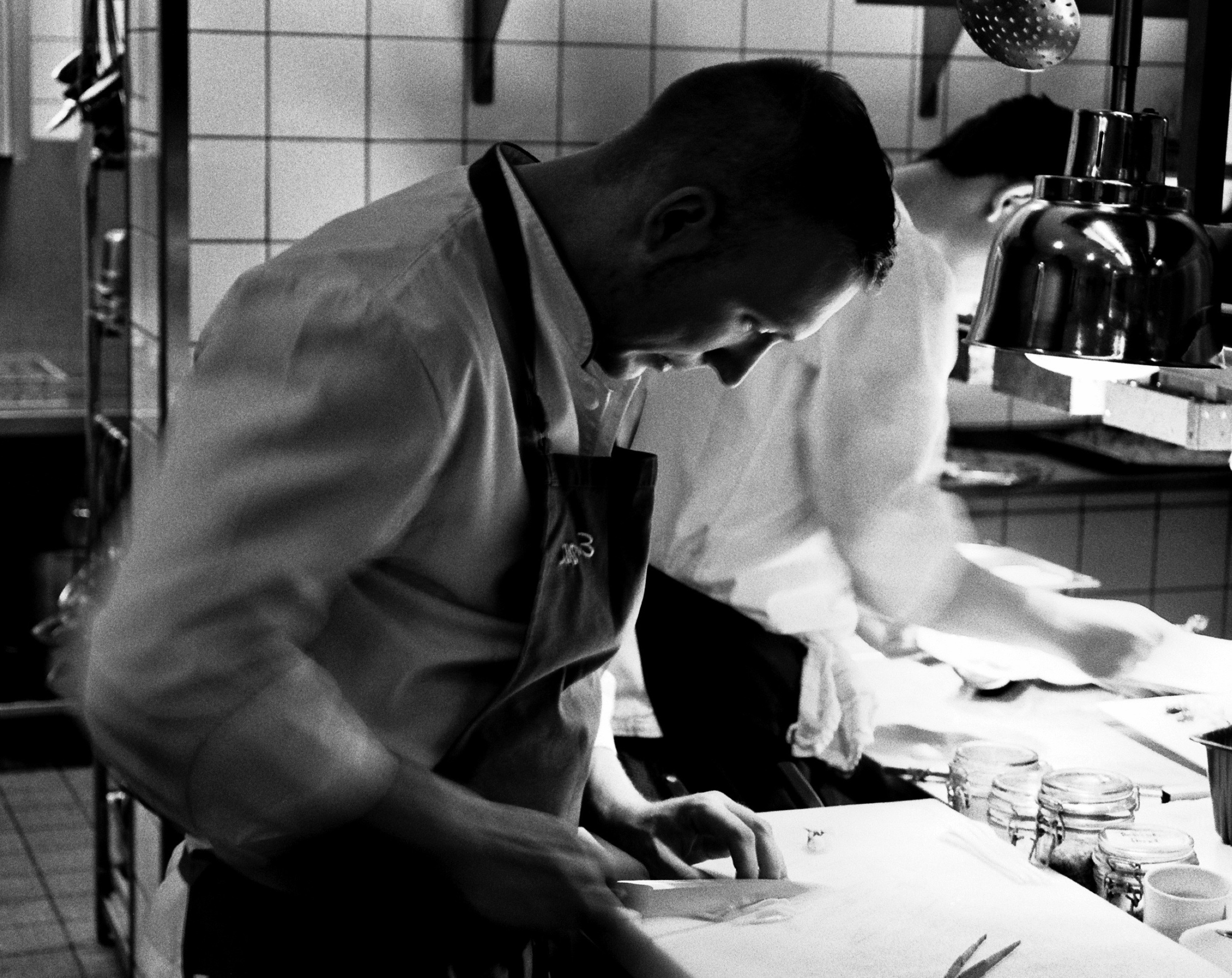

Eric Werner (* 1985) in Halle an der Saale ist ein deutscher Koch.

## Werdegang
Nach der Ausbildung ging Werner zum Restaurant Sao Gabriel in Portugal. Von 2008 bis 2009 kochte er bei Berthold Bühler in der Résidence in Essen.
Danach war er von 2009 bis 2010 Sous Chef bei Heiko Antoniewicz. Anschließend war Werner bis Ende 2011 als Sous Chef des Clara von Krüger im Spatzenhof in Wermelskirchen (ein Michelin-Stern).
Anfang 2012 wurde er Küchenchef im Résidence in Essen (zwei Michelin-Sterne), bis Ende 2014 gemeinsam mit Erik Arnecke. Ab Anfang 2015 war Eric Werner alleiniger Küchenchef in der Résidence.
Anfang 2017 wurde er nach Schließung der Résidence Küchenchef im Restaurant Himmel un Äd im Hotel im Wasserturm in Köln. Im Mai 2018 wurde auch das Himmel un Äd geschlossen.
Im August 2019 eröffnete er in der Kölner Neustadt-Nord das Restaurant astrein. Im März 2020 wurde das astrein weniger als ein Jahr nach Eröffnung mit einem Stern des Guide Michelin ausgezeichnet.
Anfang 2025 gab Werner bekannt, das astrein zu schließen. Er betreibt allerdings weiterhin das im 2022 eröffnete Restaurant Augustin in Köln.

## Auszeichnungen
- 2011: Ein Michelin-Stern für den Spatzenhof[11]
- 2015: Zwei Michelin-Sterne für das Résidence
- 2020: Ein Michelin-Stern für das astrein[12]